# Sarcolobus sulphureus
Sarcolobus sulphureus là một loài thực vật có hoa trong họ La bố ma. Loài này được (Volkens) Schltr. miêu tả khoa học đầu tiên năm 1914.